# Félix De Vigne
Pour les articles homonymes, voir De Vigne.
Félix De Vigne (né à Gand le 16 mars 1806 et mort dans la même ville le 5 décembre 1862) est un peintre d'histoire, de sujets religieux dans le style troubadour, de scènes de genre et de portraits belge. Il est également archéologue, graveur, historien et critique d'art.

## Biographie
Félix De Vigne est né rue Basse de l'Escaut à Gand, le 16 mars 1806. Il est le fils de Marie Adrienne Van Troostenberghe (1779-1859) et du peintre décorateur gantois Ignace de Vigne (1767-1840), dont il devient l'élève à l'académie des beaux-arts de Gand, avant d'être, en 1826, celui de Joseph Paelinck, dans la même institution. Au salon de Gand de 1826, il remporte la médaille d'or en dessin. Il expose au Salon de Bruxelles de 1830 un Portrait d'homme.
Professeur à l'académie de sa ville natale, il a notamment comme élèves Lievin De Winne et Jules Breton. Ce dernier épouse sa fille Élodie. Félix De Vigne, époux depuis 1835 de Virginie Avé, est le père de l'architecte Edmond De Vigne. Il est également le frère d'Edouard De Vigne (1808-1866), peintre de paysages et graveur et de Pierre De Vigne (1812-1877), sculpteur. Ce dernier est le père du sculpteur Paul De Vigne.
Professeur de dessin à l'académie de Gand et à l'athénée royal de la même ville, Félix De Vigne est directeur de la Société royale des Beaux-Arts et des Lettres de Gand et membre de plusieurs autres sociétés savantes, dont l'académie d'Amsterdam. Dès sa jeunesse, il participe à des fouilles archéologiques concernant les premiers béguinages de Gand, dont il met au jour des peintures murales datant du XIIIe siècle en 1826. Concomitamment à sa carrière artistique, Félix De Vigne publie plusieurs ouvrages consacrés au Moyen Âge dans les Flandres. Il est lauréat au concours de lettres de l'académie en 1840.
Il meurt, à l'âge de 56 ans, en son domicile à Gand, rue de l'Empereur Charles, le 5 décembre 1862.

## Œuvres picturales
Son champ artistique couvre des portraits, les scènes de genre et les scènes historiques, ayant souvent pour cadre la ville de Gand. Un article de F. Rens affirme : « Dans beaucoup de ses compositions, De Vigne nous introduit en imagination dans le Moyen Âge, et y fait preuve d'une connaissance approfondie des usages, de la vie et des costumes de cette époque. [...] Depuis cette époque [1843], le talent de De Vigne acquit une remarquable maturité. Il se reforma lui-même comme peintre, par une étude plus directe de la nature, et, tout-à-coup, se révélèrent en lui des qualités inattendues. »
Parmi ses œuvres figurent :
- 1829 : Portrait d'une dame élégante avec un journal ;
- 1830 : Les amours d'Abrocome et de la belle Anthia, exposé à Bruxelles, conservé aux Musées royaux des Beaux-Arts de Belgique ;
- 1832 : Autoportrait, exposé au Salon de Gand ;
- 1833 : Portrait de Gioacchino Rossini ;
- 1835 : Marie de Bourgogne demandant, en 1476, à la tête de ses corporations, la grâce de ses ministres Hugonet et Himbercourt ;
- 1835 : Philippe Van Artevelde communiquant au peuple les conditions humiliantes présentées par le comte de Flandre, Louis de Male ;
- 1835 : Charles-Quint à Paris en 1539 ;

Une halle aux viandes ;
Espièglerie d'enfants, exposé à Haarlem ;
Le Choix d'une dinanderie ;
Vaches à l'abreuvoir ;
Portrait présumé de Euphrosine Joséphine Beernaert ;
Dimanche matin en hiver, conservé aux musées royaux des Beaux-Arts de Belgique ;
Le Songe de Saint Hubert ;
- 1843 : Le Mangeur de palourdes ;
- 1845 : Scènes de la vie des saints Bavon, Macaire et Liévin, triptyque conservé au palais de l'Évêché de Gand ;
- 1852 : Les King Charles ;
- 1857 : L'Armurier ;
- 1862 : Un baptême dans les Flandres au XVIIIe siècle ;
- 1862 : Une foire franche à Gand, au Moyen Âge ;
- 1862 : Prière avant la récolte du houblon.

## Galerie

Œuvres picturales de Félix De Vigne
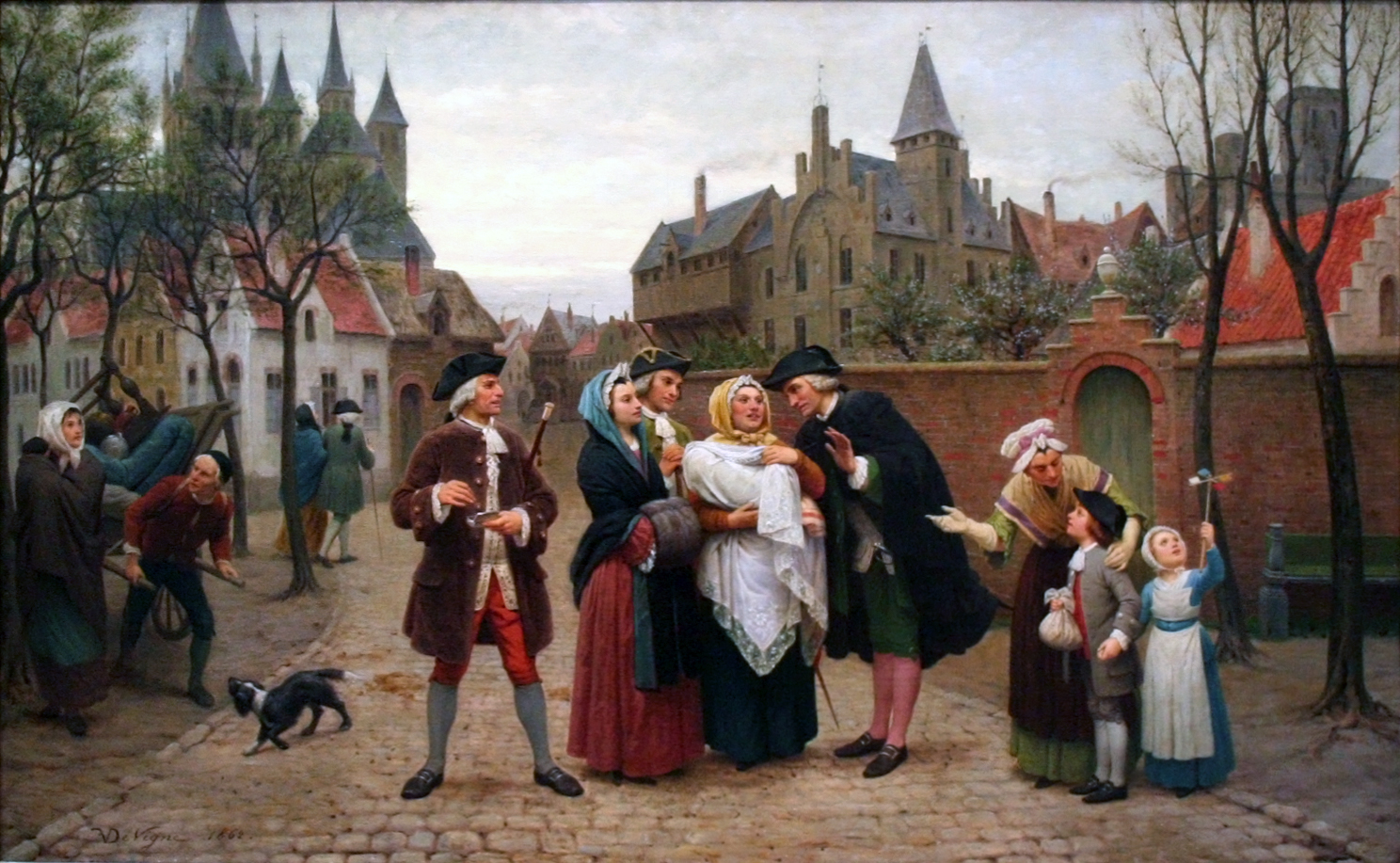
Un baptême dans les Flandres au XVIIIe siècle, 1862, Musée des beaux-arts de Gand.
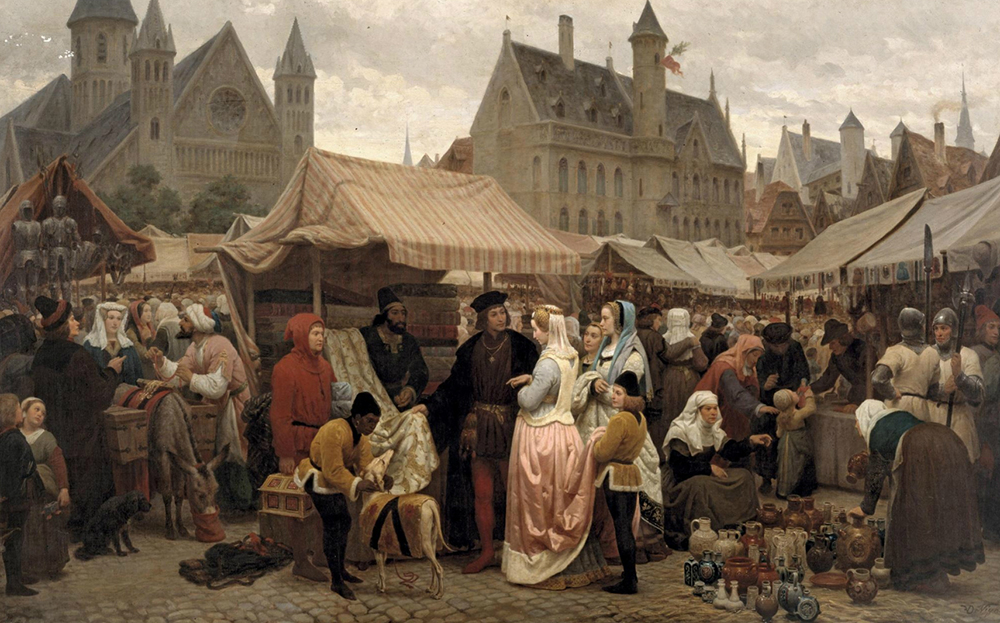
Une foire franche à Gand au Moyen Âge, 1862, Musée des beaux-arts de Gand.
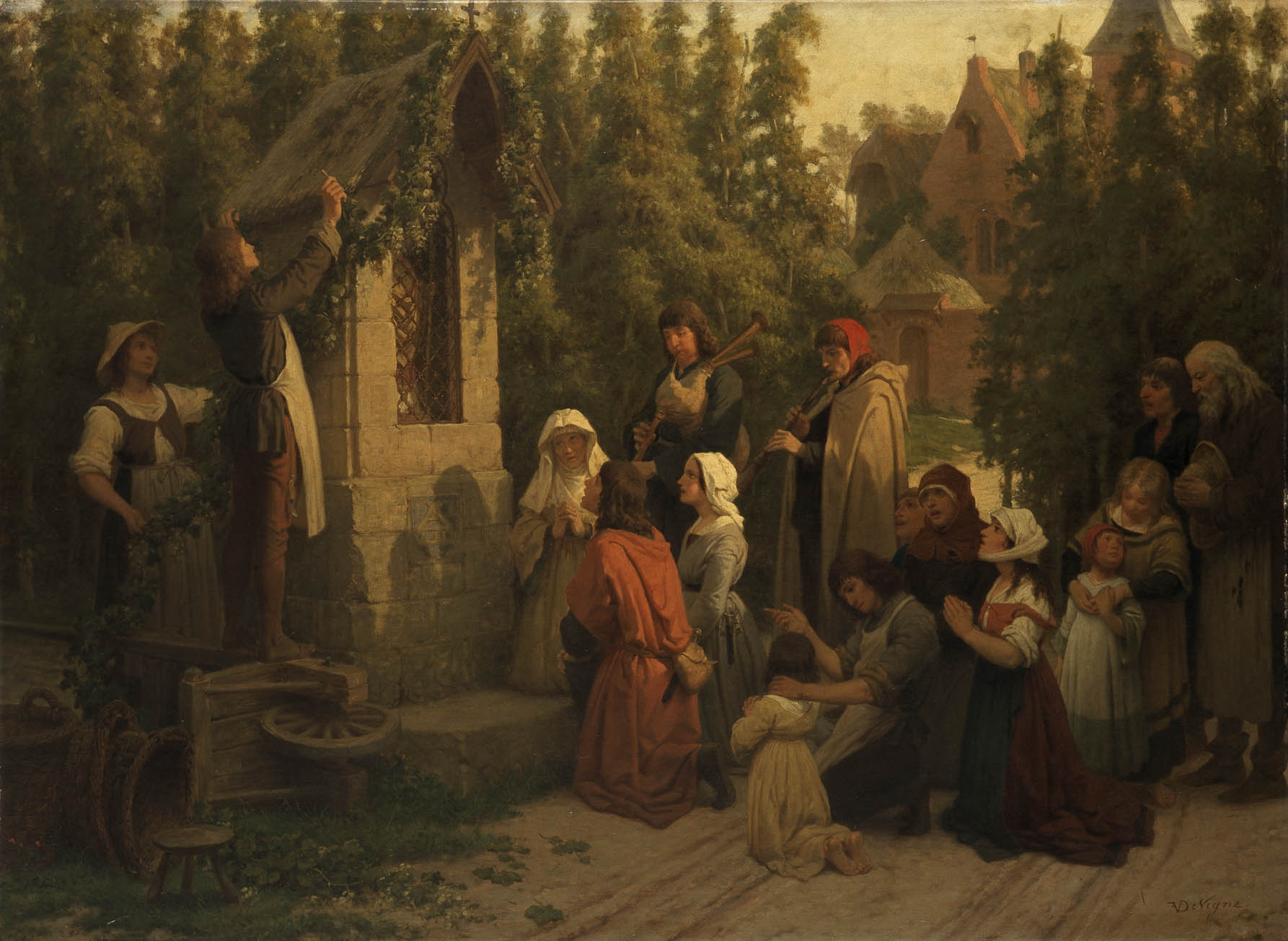
Prière avant la récolte du houblon, 1862 Musée des beaux-arts de Gand.

## Œuvres littéraires et illustrées
- 1838 : Lucien de Rosny et Félix De Vigne (auteur des gravures), Histoire de Lille, capitale de la Flandre française, depuis son origine jusqu'en 1830, Paris, Téchener, 1838, 324 p. ;
- 1844 : Félix De Vigne, Recherches sur les costumes civils et militaires des Gildes et des Corporations de métiers : Leurs drapeaux, leurs armes, leurs blasons, Gand, F. et E. Gyselynck, 1844, 82 p. ;
- 1847 : Félix De Vigne, Vade-mecum du peintre : Recueil de costumes du Moyen Âge pour servir à l'histoire de la Belgique et pays circonvoisins, t. 2, Gand, De Busscher Frères, 1847, 49 p. (lire en ligne) ;
- 1849 : Félix De Vigne et Edmond de Busscher, Album du cortège des Comtes de Flandre, 1849, 205 p. (lire en ligne) ;
- 1850 : Félix De Vigne, Les principes du dessin d'imitation : développés par Félix De Vigne, Gand, De Busscher Frères, 1850, 24 p. (lire en ligne) ;
- 1857 : Félix De Vigne, Mœurs et usages des corporations de métiers de la Belgique et du nord de la France : Pour faire suite aux recherches historiques sur les costumes civils et militaires des gildes et des corporations de métiers, Gand, De Busscher Frères, 1857, 145 p. (lire en ligne).

Planches de l'Album du cortège des Comtes de Flandre, 1849. 

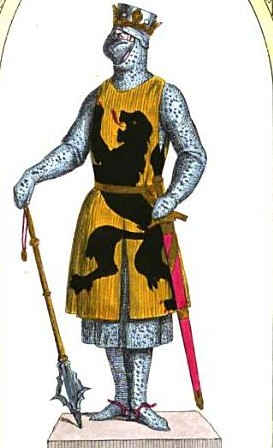
Baudoin le Courageux.
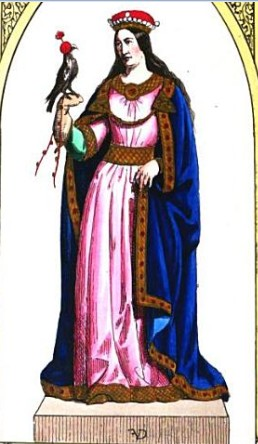
Marguerite d'Alsace.
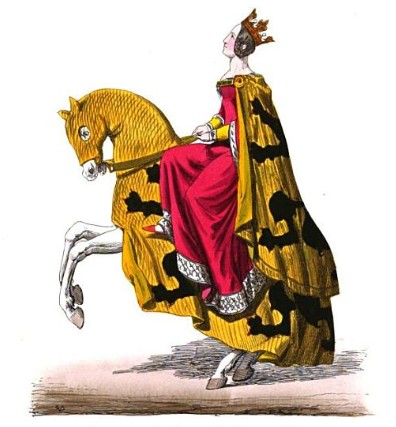
Marguerite de Constantinople.
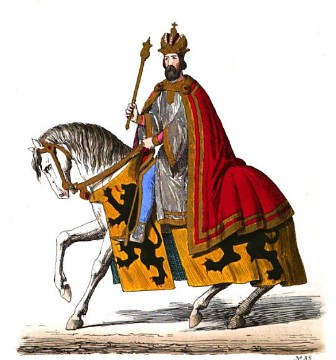
Baudouin VI de Hainaut.
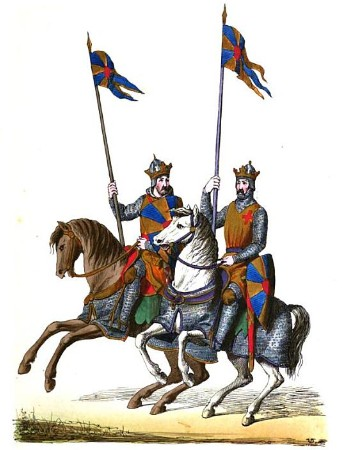
Robert le Frison et Robert II de Jérusalem.
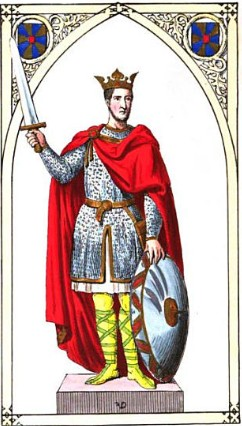
Baudoin le Chauve.

## Honneurs
- Chevalier de l'ordre de Léopold